# Fossegrenda

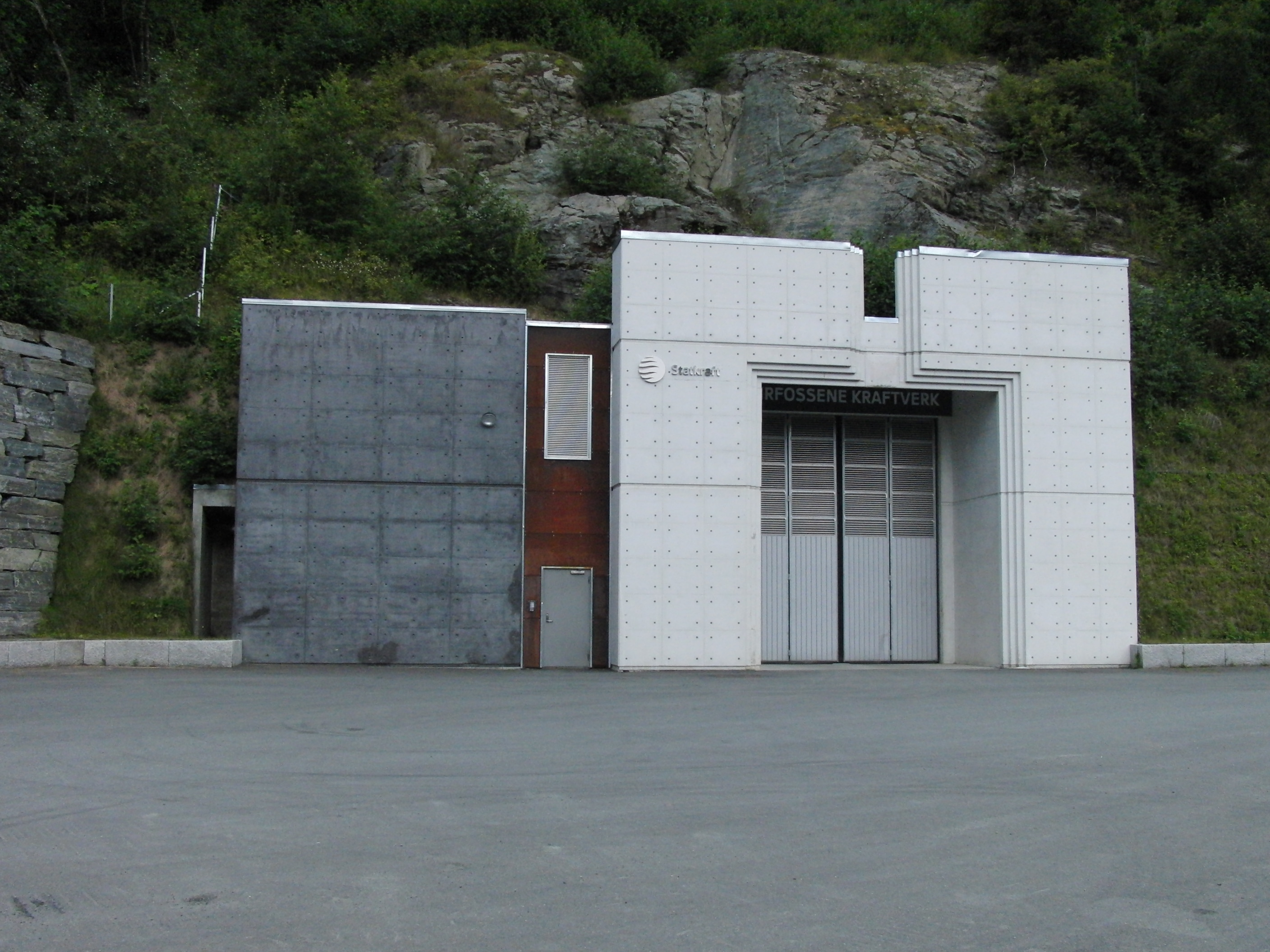
Wasserkraftwerk Leirfossene

Fossegrenda ist ein Stadtteil von Trondheim, der etwa 5 km südlich von Midtbyen liegt. Dieser Ort ist im Südwesten von der Nidelva und dem Kraftwerk Leirfossene umgeben, im Nordosten von den Bezirken Nidarvoll und Bratsbergveien, und im Südosten vom Bezirk Leira. Dennoch ist Fossegrenda auch ein Wohngebiet mit einzelnen Häusern und mehreren Mehrfamilienhäusern. 63 % der Wohnungen sind Einzelhäuser. Fossengrenda, auf Deutsch „der Wasserfall Weiler“, wurde so wegen seiner Nähe zum Wasserkraftwerk Leirfossene in der Nidelva benannt.
Der Bezirk entwickelte sich ab 1975 zu einem Industriegebiet und ist bis heute ein wichtiges Industrie- und Geschäftszentrum der Stadt Trondheim. Es gibt Unternehmen aus verschiedenen Branchen wie: Verkauf von medizinischen Geräten (AssiTech AS), Instandhaltung von Haushalten (Trøndervask AS), Buchhaltung usw. Ein Geologielabor forscht auch in Fossengrenda.